# Pseudoseisura cristata
El cacholote de la caatinga (Pseudoseisura cristata), es una especie de ave paseriforme de la familia Furnariidae perteneciente al género Pseudoseisura. Es endémica de la caatinga del este de Brasil. 

## Distribución y hábitat
Se distribuye por el noreste de Brasil, desde el este de Maranhão, hacia el este hasta Río Grande do Norte y hacia el sur hasta el centro de Minas Gerais y sur de Bahía.
Esta especie es considerada localmente es bastante común en su hábitat natural: la vegetación arbustiva de la caatinga y áreas semiabiertas, algunas veces inclusive en áreas de ganadería intensa por debajo de los 600 m de altitud.

## Sistemática

### Descripción original
La especie P. cristata fue descrita por primera vez por el naturalista alemán Johann Baptist von Spix en 1824 bajo el nombre científico Anabates cristatus; la localidad tipo es: «Malhada, Río São Francisco, Bahía, Brasil.».

### Etimología
El nombre genérico femenino «Pseudoseisura» se compone de las palabras del griego «ψευδος pseudos»: falso, y «σεισουρα seisoura»: ave mencionada por Hesiquio y posteriormente identificada como las lavanderas del género Motacilla del Viejo Mundo, significando «falso Motacilla»; y el nombre de la especie «cristata», del latín  «cristatus»: crestado, con penacho.

### Taxonomía
El género no tiene parientes cercanos obvios dentro de su familia. La presente especie es pariente cercana de Pseudoseisura unirufa que era antes considerada una subespecie de P. cristata, pero Zimmer & Whittaker (2000) presentaron evidencias para considerar P. unirufa como especie separada. Difieren ecológica y vocalmente (diferencias importantes en la vocalización fueron demostradas mediante experimentos de «playback»), y posiblemente también en el sistema social y arquitectura del nido. Es monotípica.